# Mark Stewart (kytarista)
Mark Stewart je americký multiinstrumentalista hrající nejčastěji na kytaru a violoncello, ale také na další nástroje (mandolína, dobro, daxofon, banjo a další). V letech 1989 až 1999 byl členem kytarového kvartetu Fred Frith Guitar Quartet, který vedl Fred Frith. Vedle těchto dvou hudebníků v něm působili také Nick Didkovsky a René Lussier. V roce 2003 doprovázel obnovené duo Simon & Garfunkel (nahrávka koncertu vyšla následujícího roku na albu Old Friends: Live on Stage). Již od konce devadesátých let hrál v doprovodné kapele Paula Simona. Během své kariéry spolupracoval s mnoha hudebníky, mezi které patří například Zeena Parkins, Phil Kline, Cyndi Lauper, David Krakauer nebo kolektiv Bang on a Can. Spolu s Robem Schwimmerem tvoří duo Polygraph Lounge. Rovněž se věnuje navrhování hudebních nástrojů.